# Korfés
Korfés (en grec moderne : Κορφές ; katharévousa : Κορφαί / Korfé), est un village du dème de Malevízi, de l'ancienne municipalité de Krousónas, dans le district régional d'Héraklion en Crète, en Grèce. Selon le recensement de 2001, il compte 616 habitants.

## Histoire
Le village est mentionné dans les recensements vénitiens, à partir du XIIIe siècle. Ainsi, dans un document de 1248, il est cité sous le nom de Corfe. Il appartient alors à l'archidiocèse latin. En 1369, Cotfe est également mentionné dans les archives occidentales de Khandaka et en 1399 sous le nom de Cotfe.
En 1583, Corfes est répertoriée par Kastrofylakas, avec 130 habitants. Dans le recensement turc de 1671 est Cotfes est mentionné avec 43 gravures. Dans le recensement égyptien de 1834, le village s'appelle Corufes et, en 1881, Korfes, dans la municipalité de Malevizi.
Le 1er août 1905, pendant la révolte de Therissos, une bagarre éclate entre les forces rebelles britanniques et crétoises qui occupent Korfés : les deux parties sont finalement forcées d'évacuer la colonie.

## Source de la traduction
- (el) Cet article est partiellement ou en totalité issu de l’article de Wikipédia en grec moderne intitulé « Κορφές Ηρακλείου » (voir la liste des auteurs).